# جون روشي
جون روشي (بالإنجليزية: John Roach)‏ هو قسيس أمريكي، ولد في 31 يوليو 1921 في بريور ليك في الولايات المتحدة، وتوفي في 11 يوليو 2003.